# 須田慎一郎のニュースアウトサイダー
『須田慎一郎のニュースアウトサイダー』（すだしんいちろうのにゅーすあうとさいだー）はニッポン放送で2017年4月9日から2019年3月30日まで放送していたトーク番組。

## 番組概要
2017年ナイターシーズンの雨傘番組としてスタート。様々なニュースを取り上げ、当事者をスタジオに招いて議論や解説をする番組として、須田がレギュラーコメンテーターとして、東島がアシスタントとして出演している。
2017年度迄は番組のエンディングトークにて、アシスタントの東島が「では、明日も（来週の月曜の（※土曜放送時））『高嶋ひでたけのあさラジ!』でお会いしましょう」と番組を締め括っていた。
『あさラジ!』が終了した後の2018年度も引き続き放送。7月後半からは毎週プロ野球中継が組まれたため、2ヵ月半に渡って休止するが、ナイターシーズン明けの10月から土曜日の夜の時間帯で再開し、NRNのラインネット番組として一部の地方局にも同時ネットされる。

## 出演者

### パーソナリティ
- 須田慎一郎（ジャーナリスト）

### アシスタント
- 東島衣里（ニッポン放送アナウンサー）

### ゲストコメンテーター
◎：裏送り局のみの放送分
| 日時                                      | ゲスト                                                                                            |
| ----------------------------------------- | ------------------------------------------------------------------------------------------------- |
| 2017年4月9日 2017年4月16日                | 飯島勲（内閣官房参与）                                                                            |
| 2017年5月7日                              | 新谷学（週刊文春編集長）                                                                          |
| 2017年5月14日                             | 井上公造（芸能リポーター）                                                                        |
| 2017年5月28日 2017年6月4日                | 安倍晋三（当時：内閣総理大臣、自由民主党総裁）                                                    |
| 2017年6月11日                             | 筆坂秀世（元日本共産党中央委員、参議院議員）                                                      |
| 2017年6月25日 2017年7月2日                | 田崎史郎（当時：時事通信社特別解説委員）                                                          |
| 2017年7月16日                             | 若狭勝（当時：衆議院議員、都民ファーストの会代表）                                                |
| 2017年10月7日                             | 小川榮太郎（文芸評論家）                                                                          |
| 2017年10月14日                            | 桜雪、坂本舞菜（仮面女子）                                                                        |
| 2017年11月11日                            | 阿比留瑠比（産経新聞東京本社政治部編集委員兼論説委員）                                            |
| 2017年11月18日                            | 大野和基（国際ジャーナリスト）                                                                    |
| 2017年11月26日                            | 宋文洲（経営評論家、ソフトブレーン株式会社創業者）                                                |
| 2017年12月2日                             | 音喜多駿（東京都議会議員、元都民ファーストの会 都議団幹事長）                                     |
| 2017年12月9日 2018年5月20日 2018年10月6日 | 足立康史（日本維新の会衆議院議員）                                                                |
| 2017年12月23日                            | 大久保マリ子（銀座8丁目所在 文壇バー「魔里」オーナー）                                            |
| 2017年12月30日                            | 高須克弥（高須クリニック院長）                                                                    |
| 2018年1月6日                              | 伊藤悠（東京都議会議員、都民ファーストの会）                                                      |
| 2018年1月13日 2018年1月20日               | 菅義偉（当時：内閣官房長官）                                                                      |
| 2018年1月27日 2019年1月26日 2019年2月2日  | 竹田恒泰（作家、憲法学者）                                                                        |
| 2018年2月3日                              | 竹垣悟（NPO法人五仁會 代表）                                                                      |
| 2018年2月10日 2018年2月17日               | 小川榮太郎 阿比留瑠比 花田紀凱（月刊Hanada編集長） 門田隆将（作家、ジャーナリスト）               |
| 2018年2月24日                             | 稲田朋美（自民党衆議院議員、元防衛大臣）                                                          |
| 2018年3月10日                             | 桂春蝶 (3代目)（落語家）                                                                          |
| 2018年3月17日                             | 宮嶋茂樹（報道カメラマン）                                                                        |
| 2018年3月24日                             | 中野瑠美（ラウンジ経営者、ハートカンパニー代表（差し入れの代行）、元女囚）                        |
| 2018年3月31日 2018年4月8日                | 津川雅彦（俳優）                                                                                  |
| 2018年4月15日                             | 宮崎学（ノンフィクション作家）                                                                    |
| 2018年4月29日                             | 志方俊之（軍事アナリスト、帝京大学教授）                                                          |
| 2018年6月3日                              | 佐々木芽生（映画監督）                                                                            |
| 2018年6月10日                             | 飯田泰之（経済学者、明治大学政治経済学部准教授）                                                  |
| 2018年6月24日                             | 江崎道朗（評論家）                                                                                |
| 2018年7月15日                             | 猪瀬直樹（作家・元東京都知事） 蜷川有紀（女優）                                                   |
| 2018年10月13日                            | 真由子（女優）◎                                                                                   |
| 2018年10月27日                            | 花田紀凱◎                                                                                         |
| 2018年11月3日                             | 花田紀凱◎ 籠池佳茂◎（実業家、学校法人森友学園理事長 籠池泰典の実子）                              |
| 2018年11月10日                            | 居島一平（米粒写経）                                                                              |
| 2018年11月17日                            | 木村大作（撮影技師、映画監督）                                                                    |
| 2018年11月24日                            | 島田雅彦（小説家）                                                                                |
| 2018年12月1日                             | 渡辺真理（フリーアナウンサー、元TBSテレビアナウンサー）                                           |
| 2018年12月8日                             | 百田尚樹（放送作家、小説家）                                                                      |
| 2018年12月22日                            | 高井一郎（フジテレビ 編成局制作センター第一制作室ゼネラルプロデューサー）                         |
| 2018年12月29日                            | 無し                                                                                              |
| 2019年1月5日 2019年1月12日                | 新行市佳、箱崎みどり（共にニッポン放送アナウンサー）                                              |
| 2019年1月19日                             | 長谷川幸洋（ジャーナリスト）                                                                      |
| 2019年2月16日                             | 門田隆将（作家、ジャーナリスト）                                                                  |
| 2019年2月23日                             | 城内実(自民党衆議院議員)                                                                          |
| 2019年3月2日                              | 杉田成道（演出家、元フジテレビドラマディレクター、映画監督、 日本映画放送株式会社代表取締役社長） |
| 2019年3月9日                              | 深田萌絵（実業家、株式投資家、元株アイドル）                                                      |
| 2019年3月16日                             | 徳永信一（弁護士）                                                                                |
| 2019年3月23日 2019年3月30日               | 花田紀凱 山口敬之（ジャーナリスト、元TBSテレビワシントン支局長） 杉田水脈（自民党衆議院議員）     |

## 放送時間
※JST表記
『ニッポン放送ショウアップナイター』中継時、『ニッポン放送ホリデースペシャル』編成時、2ヶ月に1回のニッポン放送スペシャルウィークに伴う単発番組編成時は休止。2018年ナイターオフ時は、当該事例が発生した場合も、地方ネット局 のみで裏送り放送されるケースがある。
地方ネット局はいずれも、『高嶋ひでたけと里崎智也 サタデーバッテリートーク』とセットでネットしている。

### 番組終了時点
| 放送地域   | 放送局                        | 放送時間           | 放送期間                      | 放送時間変遷・備考 |
| ---------- | ----------------------------- | ------------------ | ----------------------------- | --- |
| 関東広域圏 | ニッポン放送（LF） （制作局） | 土曜 20:30 - 21:00 | 2017年4月9日 - 2019年3月30日  | 最終放送時間では2018年10月6日より放送。 - 日曜ナイター非開催日 18:50 - 19:20 （2017年4月9日 - 2017年9月17日、2018年4月8日 - 2018年7月15日） - 土曜 18:00 - 18:30（2017年10月7日 - 2018年3月31日） |
| 富山県     | 北日本放送（KNB）             | 土曜 20:30 - 21:00 | 2018年10月6日 - 2019年3月30日 | |
| 山口県     | 山口放送（KRY）               | 土曜 20:30 - 21:00 | 2018年10月6日 - 2019年3月30日 | |
| 徳島県     | 四国放送（JRT）               | 土曜 20:30 - 21:00 | 2018年10月6日 - 2019年3月30日 | |

## ネット配信
当該番組のYoutubeアカウントからの音源配信とニッポン放送 PODCAST STATIONからのポッドキャスト配信をレギュラー放送開始当初から実施している。

## 特別番組
- ニッポン放送 ホリデースペシャル 須田慎一郎のニュースアウトサイダー[6]

2017年7月12日（13:00 - 16:00）
ニッポン放送ホリデースペシャルとして、普段実施していない生放送で特別番組を編成
ゲスト：甘利明（自民党衆議院議員、元内閣府特命担当大臣（経済財政政策担当）） 、金美齢（評論家）、高英起（デイリーNKジャパン編集長）、コレサワ（シンガーソングライター）、馬淵澄夫（当時：衆議院議員、元国土交通副大臣）